# GNOME Commander
GNOME Commander — вільний двохпанельний файловий менеджер, що працює під GNU/Linux у середовищі GNOME. Створений у традиціях таких файлових менеджерів, як Norton Commander та Midnight Commander. Додаткові можливості беруть початок вже від сучасних файлових менеджерів таких, як Total Commander. Аналогом для робочого столу KDE є файловий менеджер Krusader.
Початковий код поширюється на умовах ліцензії GNU GPL.

## Можливості
- типи Gnome MIME
- підтримка FTP, SFTP та WebDAV
- доступ через Samba
- підтримка вкладок
- меню по правій кнопці миші
- контекстне меню користувача
- швидкий доступ до пристроїв з автоматичним монтуванням й демонтуванням
- історія щодо останніх переглянутих тек
- закладки на теки
- підтримка додатків
- сценарії на Python
- швидкий перегляд тестових файлів та зображень
- підтримка мета-даних для тегів Exif, IPTC, ID3, Vorbis, FLAC, APE, PDF, OLE2 та ODF
- інструменти для розширеного перейменування файлів, пошуку, швидкий пошук назви файлів у зазначеній теці, порівняння тек
- встановлення користувацьких комбінацій клавіш
- вбудований командний рядок
- підтримка більше 40 мов